# Rawayana
Rawayana é uma banda de reggae venezuelana formada em 2007 na cidade de Caracas. Seus integrantes são Alberto “Beto” Montenegro, Antonio “Tony” Casas, Andrés Story, Alejandro Abeijón e Rodrigo Michelageli. A banda, conhecida por mesclar os gêneros reggae, ska, folk, pop e rock, ficou conhecida na Venezuela depois de participar do Festival de Novas Bandas de 2010. O lançamento do álbum Licencia para ser libre e seus singles “Fuego azul” e “Algo distinto” os tornaram popular naquele país.

## Integrantes
- Alberto "Beto" Montenegro (voz, guitarra)
- Antonio "Tony" Casas (baixo, coros)
- Andrés "Fofo" Story (bateria, coros)
- Alejandro "Abeja" Abeijón (guitarra, coros)